# IC 4640
IC 4640 је спирална галаксија у сазвјежђу Рајска птица која се налази на листи објеката дубоког неба у Индекс каталогу.
Деклинација објекта је - 80° 3' 48" а ректасцензија 17h 23m 57,8s. Привидна величина (магнитуда) објекта IC 4640 износи 13,5 а фотографска магнитуда 14,2. IC 4640 је још познат и под ознакама ESO 24-1, PGC 60209.